# Nadia Aboulhosn
Nadia Aboulhosn (nacida Nadia Aboul-Hosn; Orlando, Florida, 13 de septiembre de 1988) es una modelo, bloguera y diseñadora de moda estadounidense.

## Carrera
A los 22 años Nadia se mudó a Harlem, Nueva York. Su carrera como bloguera comenzó en 2010, como algo que hacía en su tiempo libre; actualmente es bloguera de moda a tiempo completo. También gana dinero publicitando y promocionando ropa a través del modelaje. Aboulhosn aboga por el movimiento de positividad corporal y la autoaceptación. Su blog no solo incluye moda, sino que también una sección humanitaria.
En agosto de 2014, Aboulhosn participó como panelista en la conferencia Create and Cultivate en Chicago para mujeres emprendedoras en el espacio digital. Algunas de sus inspiraciones son Angelina Jolie y Oprah Winfrey, y sus marcas favoritas incluyen Nasty Gal, ASOS, BooHoo, Missguided y Adidas.
Su primera sesión de modelaje fue con la revista Seventeen. Poco después ganó la búsqueda de modelos de American Apparel. Después de modelar en una campaña de lencería de Addition Elle, se le ocurrió comenzar a diseñar. Creó una colección cápsula de otoño de 2015, que se mostró en la Semana de la Moda de Nueva York. Su diseño presentaba una colección de 14 piezas para mujeres de 12 a 24 años y se describía como “minimalista y cómoda”. Su línea para Love & Legend se vendió exclusivamente en Lord & Taylor. Fue nombrada la cara de Boohoo.com, con la que se asoció y pudo lanzar su propia colección, a la que le fue muy bien.
En 2016, Abhoulson apareció en la portada de la edición de abril de la revista Women's Running.
Aboulhosn ha trabajado para Vogue Italia, Complex Magazine, Refinery29, Seventeen Magazine, Teen Vogue, American Apparel y BuzzFeed.